# Belize Defence Force FC
Belize Defence Force Football Club, często określany poprzez skrót BDF – belizeński klub piłkarski z siedzibą w mieście Belize City, stolicy dystryktu Belize. Występuje w rozgrywkach Premier League of Belize. Domowe mecze rozgrywa na obiekcie MCC Grounds.

## Osiągnięcia
- mistrzostwo Belize (3): 2009 F, 2010 S, 2010/2011
- wicemistrzostwo Belize (3): 2007/2008, 2016/2017 O, 2017/2018 C

## Historia
Klub został założony w 2007 roku. Dołączył wówczas do ligi belizeńskiej i dość szybko zdominował rozgrywki, zdobywając trzy mistrzostwa Belize z rzędu (2009 Fall, 2010 Spring, 2010/2011). W 2012 roku dołączył do nowo powstałej Premier League of Belize. Tam wciąż utrzymywał się w czołówce rozgrywek, lecz nie potrafił nawiązać do osiągnięć z przełomu dekad.
Klub jest związany z Siłami Zbrojnymi Belize i administrowany przez tę organizację.

## Trenerzy
- Marvin Ottley (2008–2009)[4][5]
- Palmiro Salas (2009–2010)[5][6]
- Gregory „Paisa” Cantun (2010–2011)[6][7]
- Palmiro Salas (2012–2013)[8]
- Gregory „Paisa” Cantun (2013–2014)[9][10]
- Charlie Slusher (2014–2015)[11]
- Gregory „Paisa” Cantun (2015)[12]
- Jerome „Je-Je” Serrano (2016–2017)[13]
- Eric Gongora (2017–2018)[13][14]
- Charlie Slusher (2018–2019)[15]
- Jerome „Je-Je” Serrano (2019)[16]